# Col·leccions de guies urbanes de Barcelona
La Col·lecció de Guies Urbanes de Barcelona de la Biblioteca de l'Arxiu Històric de la Ciutat de Barcelona és un recull de monografies amb denominacions tals com: manuals, calendaris, guies, itineraris, etc. de procedència diversa. El seu contingut i forma varia en funció dels autors i, també, dels destinataris però es consideren guies perquè aporten dades concretes sobre la ciutat amb descripcions més o menys detallades, plànols, gravats i fotografies.

## La col·lecció
A desembre de 2013 la col·lecció la formen uns 350 exemplars però s'incrementa cada any amb l'adquisició de noves guies. Les llengües que predominen són el castellà i el català tot i que en trobem en francès, alemany, anglès, japonès i, fins i tot, rus. La guia més antiga d'aquesta col·lecció és el Calendario manual, y guia de forasteros en Barcelona, para el año de MDCCLXXVII... publicada a Barcelona el 1776 per la impremta dels Hereus de Maria Angela Martí.

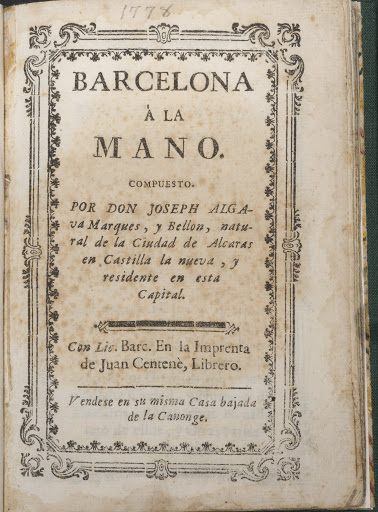
Un dels manuals més antics de la col·lecció. Algava Márquez y Bellón, José: Barcelona á la mano. Barcelona: en la imprenta de Juan Centenè, 1778

Les primeres guies urbanes de Barcelona s'editaren a la ciutat a finals del S. XVIII quan les transformacions socials i econòmiques provocaren un major moviment de població i una millora en les vies de comunicació de forma que va néixer la necessitat de tenir un millor coneixement de la ciutat. Els exemplars de guies més antics, sovint anònims, oferien dades pràctiques als viatjants de comerç, als visitants de l'entorn de Barcelona que s'hi adreçaven per tal de resoldre un tràmit administratiu, i als propis ciutadans, tot informant-los dels horaris de les misses, els dies d'arribada i sortida dels correus, les fonts de la ciutat o els noms d'algunes autoritats locals. Amb el temps, l'expansió de la ciutat, i els avenços en la indústria tipogràfica les guies anaren incorporant noves dades així com plànols i gravats.
Al llarg del s. XIX es publicaren a Barcelona nombroses monografies amb noms com Manual Histórico-Topogràfico, Barcelona en la mano que, tot i que no es caracteritzaven per les seves descripcions objectives, contenien informacions molt precises per als forasters i avui tenen un gran valor patrimonial per als investigadors. En funció dels autors els continguts varien: es troben guies institucionals, com la publicada per l'Ajuntament de Barcelona el 1836, que aprofitava per fer propaganda política. Entre els autors particulars es compten erudits locals, escriptors, i historiadors consagrats com Antoni de Bofarull que el 1847 va redactar la Guia Cicerone de Barcelona on va incloure itineraris pel centre històric de la ciutat. També destaquen les guies de comerciants com Manuel Saurí que en va editar 3 durant la dècada de 1840 (Guia de forasteros de Barcelona: manual de agentes y de curiosos, Guía de forasteros en Barcelona, judicial, gubernativa, administrativa, comercial, artística y fabril, Manual Histórico-Topográfico-Estadístico, Administrativo o sea guia general de Barcelona). En aquestes publicacions va afegir un directori de comerços i d'indústries de la ciutat de forma que en l'actualitat es disposa d'un esbós del teixit econòmic de l'època.
A diferència d'altres països europeus no existia encara a casa nostra una editorial que creés una col·lecció de guies per a viatgers tals com les Murray a Anglaterra, les Baedeker a Alemanya, o les Guide Joanne a França (considerats els creadors de les guies de viatge en un sentit modern). Aquestes guies destinades als turistes contenien informació pràctica, eren escrites de manera objectiva i impersonal i contenien abundants referències cartogràfiques. La imparcialitat va ser una de les característiques principals que les va diferenciar del llibre de viatges. Aquestes guies van aparèixer en el moment de la construcció de les línies ferroviàries que en afavorir la comunicació entre regions van permetre l'aparició d'una nova indústria: el turisme.
A Catalunya la manca d'una bona xarxa de connexions interiors va generar un nombre de viatgers més limitats a l'àmbit local i/o regional. En aquest sentit destaquen les paraules del diplomàtic Eduard Toda (1855-1941) el qual a la introducció a la seva Guía de España y de Portugal es lamentava de la manca d'aquest tipus de publicació : 
“…Tal es el fin de las Guías publicadas en Francia, Inglaterra y Alemania algunas de las cuales como las de Baedeker, de Joanne y de Murray han llegado a adquirir universal celebridad. En España falta este género de libros sólo suplido pero no remplazado por pequeñas monografías y guías locales de algunos importantes centros de población y a suplir tal laguna dedicamos el presente trabajo que en su primera edición deben aparecer con defectos solo susceptibles de corrección más tarde […]El carácter de los viajes se ha modificado...desde que la facilidad de las comunicaciones ha venido a estrechar los lazos que unen todos los pueblos. Antes viajaba sólo quien necesitaba hacerlo por interés o por motivos de salud y en un u otro caso no se movía nadie por el deseo de visitar, conocer o estudiar los países a que se dirigía. Raro era el viajero que animado por otros móviles iba recorriendo nuevas tierras en busca de civilizaciones extrañas, de lenguas distintas de la suya, de monumentos históricos o siguiera de datos geográficos; más raro aún era el que hallaba placer en sufrir las incomodidades de largas penosas o inseguras rutas para solazar el espíritu con la contemplación de un país desconocido. Abiertas las naciones por medio de los ferrocarriles la civilización nos ha impuesto con ellos nuevas exigencias. Hoy se debe viajar. La instrucción superior, la misma educación científica del hombre, no se completan si les falta la sanción final de expediciones más o menos largas, según le son á aquél trazadas por el curso de su carrera ó el desarrollo de sus estudios. El viaje es en primer término un recreo, pero va siempre acompañado del caudal de conocimientos que proporciona y que se infiltran insensiblemente por los sentidos puestos a contribución por un interés siempre despierto para admirar las bellezas del arte o de la naturaleza. Atentos a estas consideraciones todos los países han puesto preferente atención a facilitar su propio conocimiento por medio de publicaciones que cogen al viajero de la mano y le llevan a contemplar las maravillas de su suelo, de su arte, de su industria…. La necesidad de una Guía General de España es manifiesta si se tiene en cuenta no sólo el número considerable de extranjeros que todos los años visita nuestro país, sino también el de los mismos españoles que ya empiezan a comprender las ventajas y beneficios derivados de los viajes. Se ha escrito mucho sobre nuestros monumentos, realzando el valor artístico de unos, el histórico de otros, se han pintado con vivos colores los espléndidos paisajes que se pueden admirar en los Pirineos, esos hermosos Alpes nacionales y los soberbios panoramas de los valles catalanes, valencianos y andaluces sabemos que en Galicia se oculta un venero de riqueza y que ....es por lo tanto que deseamos ver esas regiones y buscar en ellas la ilustración y la enseñanza que en balde pediríamos a la simple narración que puede encerrar el mejor libro". P. 2

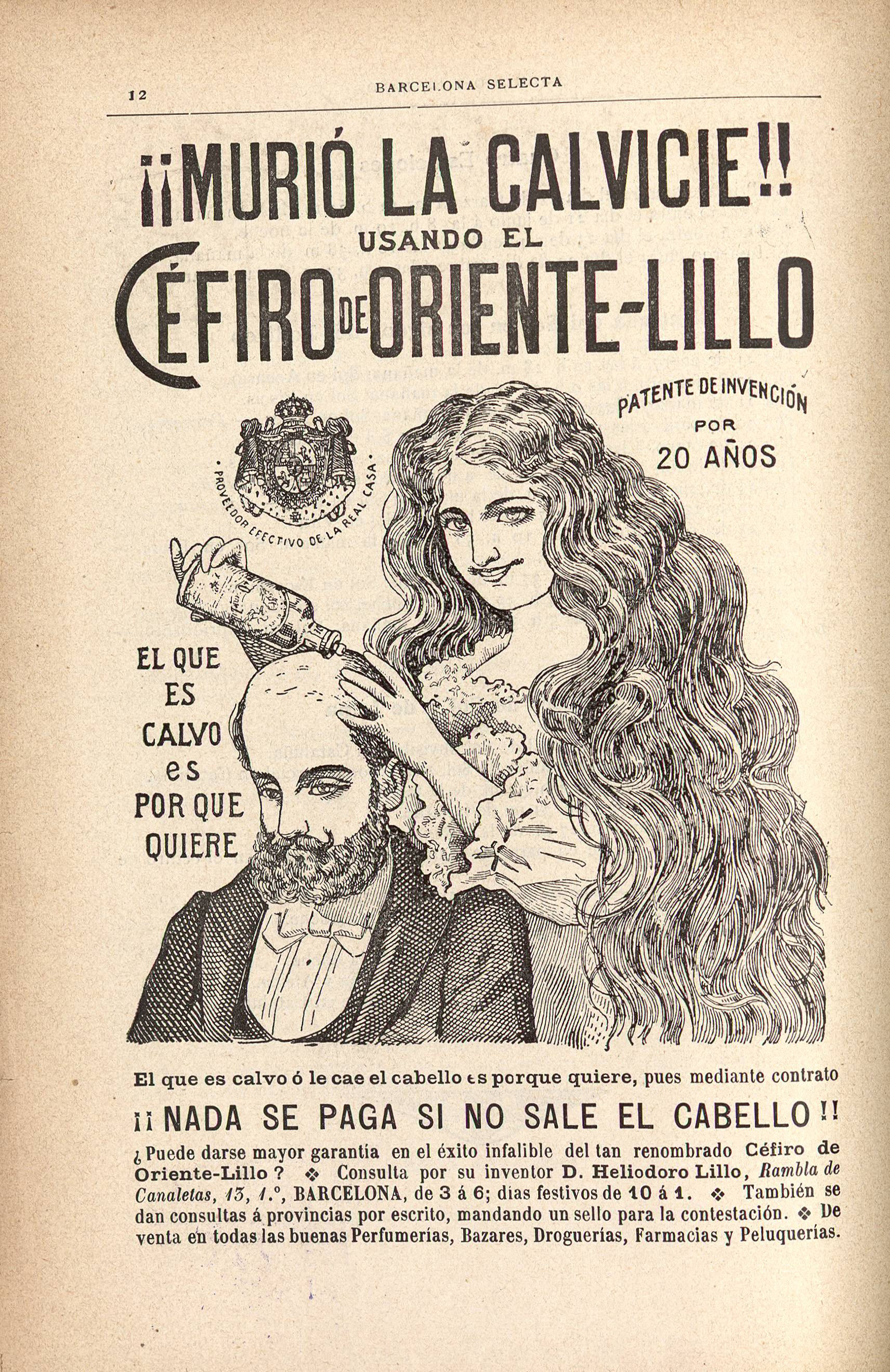
Anunci dins: Barcelona 1908. Barcelona: Sociedad de Atracción de Forasteros, 1908 p. 12

Eduard Toda considerava que una bona guia hauria de contestar les preguntes següents:
"¿Dónde debemos ir, cómo debemos viajar, qué debemos ver? Estos son los tres puntos principales que competen a las guías [ ...] Hacer otra cosa seria escribir un libro de estudio[…] No entraremos tampoco en el estudio de la historia y de las civilizaciones nacionales pues más ajeno lo consideramos aún al objeto de un trabajo como el presente. Quien viaja por España sabe bien dónde España está situada y conoce bastante nuestra historia para no ignorar a lo menos cuales fueron las razas primitivas del país, cómo los celtas se mezclaron con los íberos de qué manera vivieron... El viajero no debe aprender la historia en este libro […]”
Destaca en aquest sentit la labor de la “Sociedad de Atracción de Forasteros” creada el 1908 per atraure turistes i fomentar un intercanvi cultural que afavorís la modernització dels costums de la població. Reflex de la seva activitat va ser la publicació de guies, àlbums il·lustrats, o carnets per visitar monuments. Els mateixos hotels, així com companyies de transports editaren i obsequiaren amb guies útils als seus clients per facilitar-los el coneixement de la ciutat.
A començaments del s. XX apareixen a Barcelona editorials especialitzades en la confecció de guies com la "Rápido" que publiquen edicions de luxe i econòmiques amb cobertes de dissenys molt atractius. En aquests anys alguns professionals, bons coneixedors de la ciutat, com el fundador i primer oficial de la guàrdia urbana, José Mª Merino Lubián en varen escriure algunes. La primera guia, la va publicar el 1901 amb el nom Barcino-Mecum i tenim constància de diverses edicions que duraren almenys fins al 1968. Desde 1930, les portades de la Guia les il·lustrava el seu fill, Josep Maria Merino Bonich.
.

## Grans esdeveniments

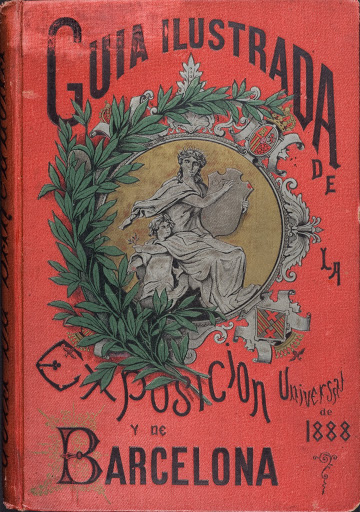
Coberta de la Guia Ilustrada de la Exposición Universal de Barcelona en 1888...amb textos de Juan Valero de Tornos

La realització de grans esdeveniments de caràcter industrial, cultural i esportiu a la ciutat com van ser les dues Exposicions Universals (1888 i 1929), o els Jocs Olímpics de 1992 van anar acompanyats de grans reformes urbanístiques el resultat de les quals es van plasmar en l'edició de noves guies, ara sí clarament destinades als visitants. En aquests manuals a més de la informació sobre l'esdeveniment en concret (amb plànols dels pavellons, horaris d'espectacles) trobem informació pràctica i en diferents idiomes sobre la ciutat. Exemples d'aquestes guies serien: Guia de Barcelona y sa Exposició Universal : = Guía de Barcelona y su Exposición Universal : = Guide de Barcelone et de son Exposition Universelle de J. Pujal, o la Guía ilustrada de la Exposición Universal de Barcelona en 1888 : de la ciudad, de sus curiosidades y de sus alrededores de Valero de Tornos.

## El boom turístic
El boom turístic als anys 50 comporta l'edició d'un nou tipus de guies: les que proposen la visita de la ciutat concentrades en pocs dies o en itineraris molt aprofitats i amb títols que ho deixen ben palès: A few days in Barcelona. La consolidació de la ciutat a partir dels anys 90’s deriva en una extensa publicació de guies destinades a viatgers de totes les procedències i llengües.
Entre la quantitat de guies publicades algunes van més enllà de les dades pràctiques tot creant guies d'autor com la d'Alexandre Cirici: Barcelona pam a pam o la Guia secreta de Barcelona de Josep M. Carandell que aporten una mirada molt personal de la ciutat.

## Valor patrimonial
La col·lecció de guies de la biblioteca de l'Arxiu Històric de la Ciutat de Barcelona són una font imprescindible per al coneixement de la ciutat tant a nivell històric, com urbanístic i econòmic: a l'interior de molts d'aquests exemplars es troben gravats de principis de s. XIX amb carrers i edificis avui desapareguts, fotografies de comerços emblemàtics com els magatzems “El Siglo”, publicitat de centenars d'indústries i botigues, restaurants, hotels, bars, cafès, cabarets, music halls avui desapareguts, així com la narració de festes i costums dels barcelonins de principis del s. XIX, el caràcter dels seus habitants, les condicions de salubritat de la ciutat i fins i tot descobrir a través del disseny de les seves cobertes l'evolució dels emblemes turístics de la ciutat: des de l'estàtua de Colon fins a la Sagrada Família.